# Anders de la Motte
Anders de la Motte (ur. 19 czerwca 1971) – pisarz kryminalny mieszkający w Szwecji. Autor trylogii "Geim",  na którą składają się kolejno: "[geim]", "[buzz]" i "[bubble]". Jest byłym pracownikiem policji, pracował jako dyrektor do spraw bezpieczeństwa w jednej z korporacji z branży technologicznej.

## Twórczość

### Trylogia "Geim"
- [geim], 2010, wyd. pol. – wrzesień 2012, tłum. Paweł Urbanik, Wydawnictwo Czarna Owca,ISBN 978-83-7554-489-3

Za tę książkę Anders de la Motte otrzymał Nagrodę Pierwszej Książki przyznawaną przez Szwedzką Akademię Autorów Kryminałów. W Szwecji została sprzedana w ponad 100 tys. egzemplarzy
- [buzz], 2011, wyd. pol. – kwiecień 2013, tłum. Paweł Urbanik, Wydawnictwo Czarna Owca, ISBN 978-83-7554-495-4
- [bubble], 2012, wyd. pol. – listopad 2013, tłum. Paweł Urbanik, Wydawnictwo Czarna Owca, ISBN 978-83-7554-596-8

### Cykl z Davidem Saracem
- Szczątki pamięci, 2014, wyd. pol. – luty 2015, tłum. Anna Kowalczyk, Paweł Urbanik, Wydawnictwo Czarna Owca, ISBN 978-83-7554-869-3
- Ultimatum, 2015, wyd. pol. – wrzesień 2016, tłum. Anna Krochmal, Robert Kędzierski, Wydawnictwo Czarna Owca, ISBN 978-83-7554-871-6